# Teribe (Sprache)
Teribe oder Naso (Eigenbezeichnung) ist eine in Panama und in sehr beschränktem Maße auch in Costa Rica gesprochene Chibcha-Sprache, innerhalb der sie zur Gruppe der Talamanca-Sprachen gehört. Alternativ lässt sich Teribe in die Isthmic Subgroup des südlichen Chibcha einteilen.
Teribe wird von Angehörigen des indigenen mittelamerikanischen Volksstamms der Teribe oder Naso gesprochen. Der Großteil der zurzeit etwa 3.000 Sprecher verwendet auch Spanisch. Die Sprache ist vom Typ der OVS-Sprachen.
Weitere Bezeichnungen für diese Sprache sind Terraba, Tiribi, Tirribi, Norteño und Quequexque.